# Пуа-Террон
Пуа́-Терро́н (фр. Poix-Terron) — коммуна во Франции, находится в регионе Шампань — Арденны. Департамент — Арденны. Входит в состав кантона Омон. Округ коммуны — Шарлевиль-Мезьер.
Код INSEE коммуны — 08341.
Коммуна расположена приблизительно в 190 км к северо-востоку от Парижа, в 80 км севернее Шалон-ан-Шампани, в 15 км к югу от Шарлевиль-Мезьера.

## Население
Население коммуны на 2008 год составляло 832 человека.
| 1962 | 1968 | 1975 | 1982 | 1990 | 1999 | 2008 |
| ---- | ---- | ---- | ---- | ---- | ---- | ---- |
| 665  | 693  | 648  | 679  | 736  | 804  | 832  |

## Администрация
| Период | Период | Фамилия         | Партия        | Должность                |
| ------ | ------ | --------------- | ------------- | ------------------------ |
| 2001   | 2008   | Рене Шевалье    | правые партии | член генерального совета |
| 2008   |        | Жан-Клод Немери |               |                          |

## Экономика
В 2007 году среди 509 человек в трудоспособном возрасте (15—64 лет) 391 были экономически активными, 118 — неактивными (показатель активности — 76,8 %, в 1999 году было 70,9 %). Из 391 активных работали 366 человек (200 мужчин и 166 женщин), безработных было 25 (6 мужчин и 19 женщин). Среди 118 неактивных 38 человек были учениками или студентами, 37 — пенсионерами, 43 были неактивными по другим причинам.

## Достопримечательности
- Церковь Сен-Мартен[фр.], построенная в романском стиле из белого камня. Исторический памятник с 1926 года.[3]

## Фотогалерея

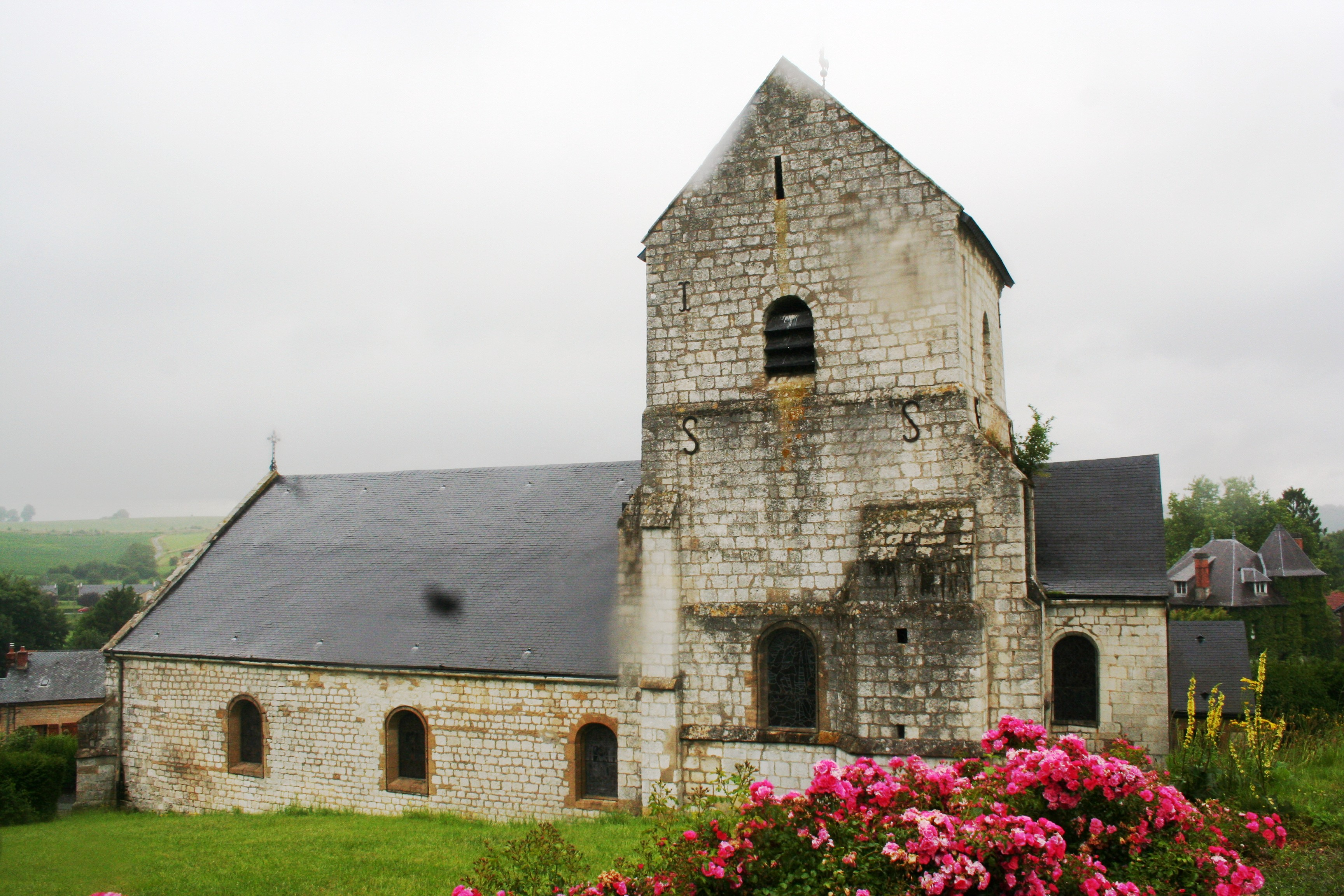
Церковь Сен-Мартен
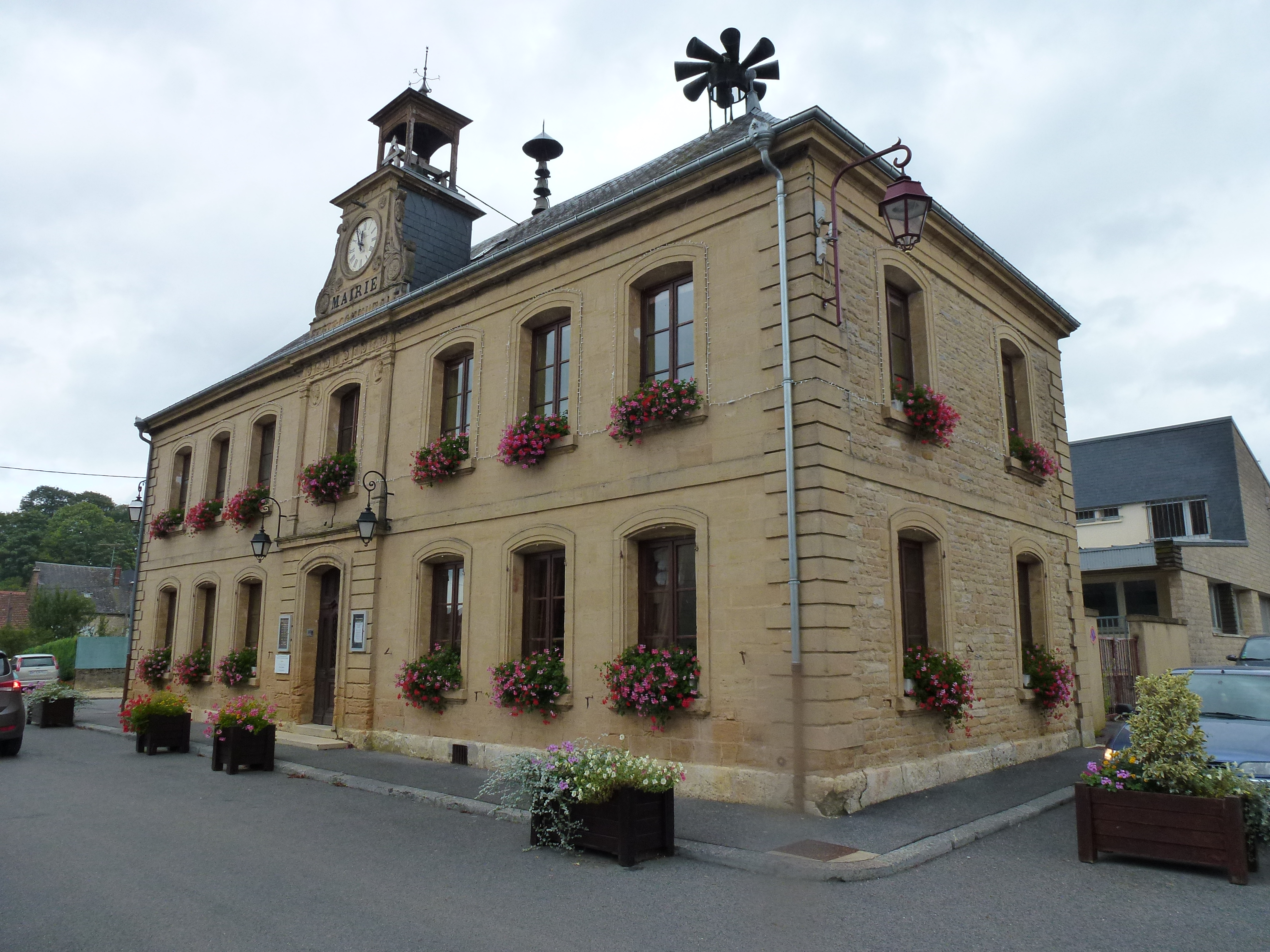
Мэрия
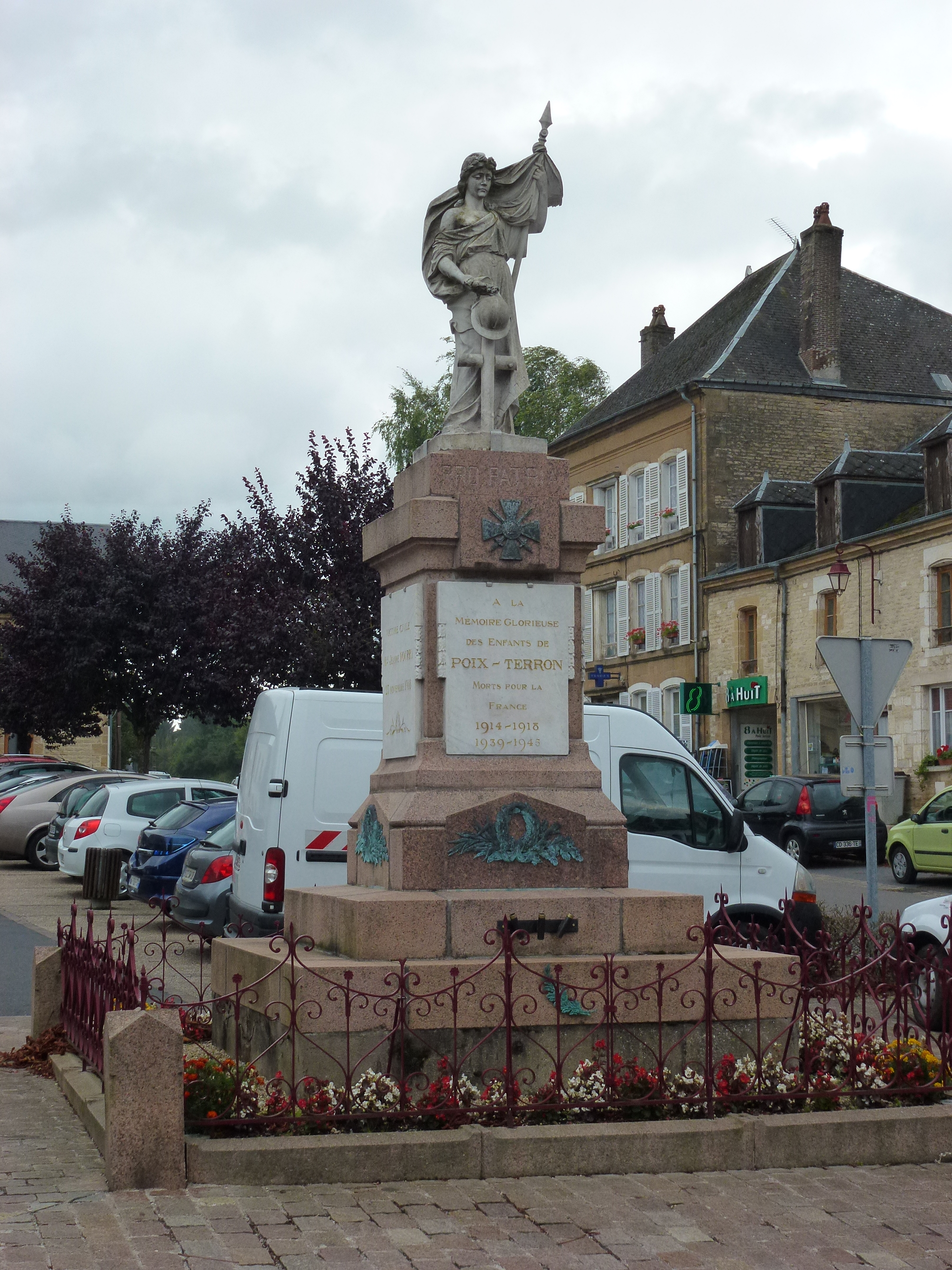
Памятник погибшим в Первой и Второй мировых войнах
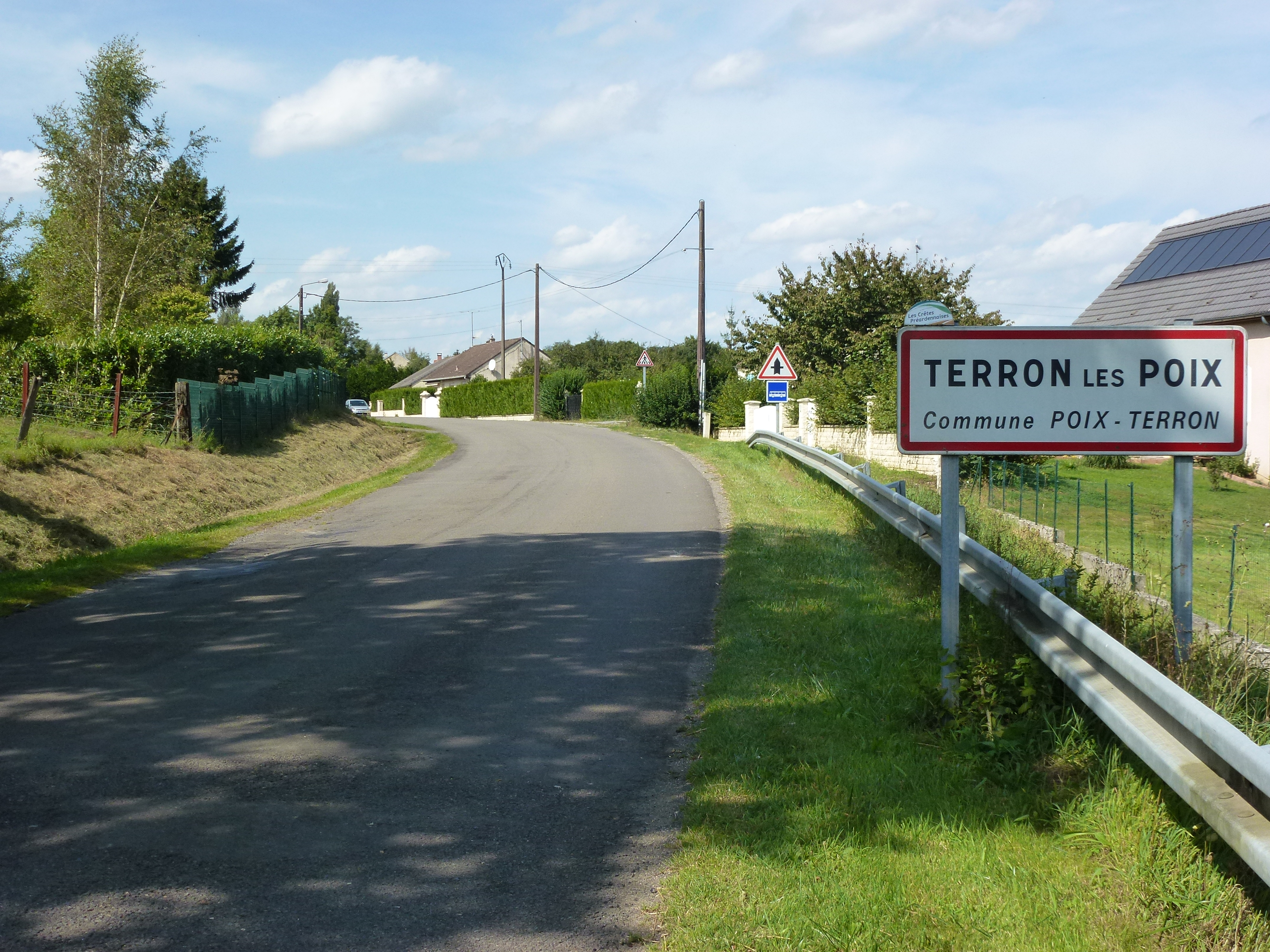
Въезд в Пуа-Террон